# Louis Archinard

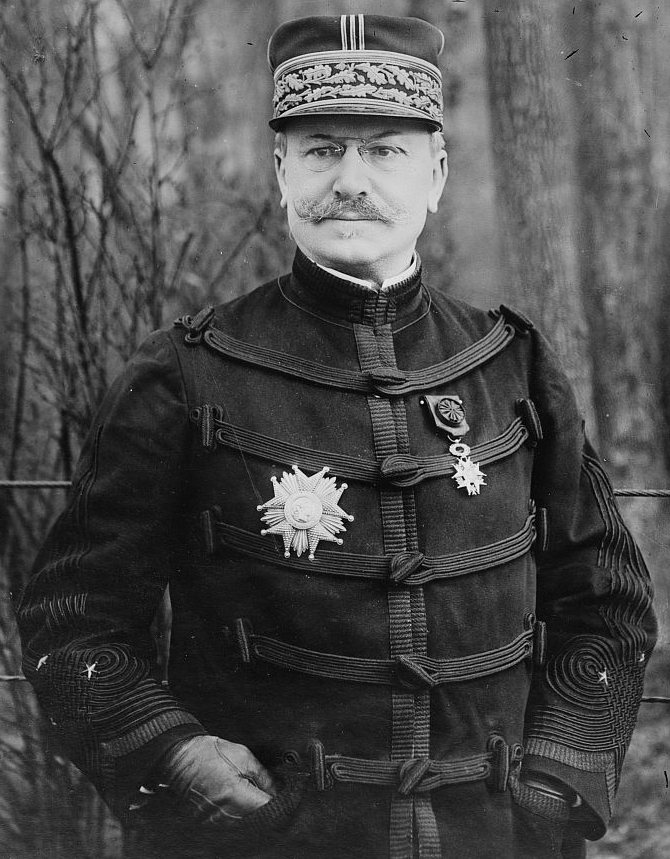
Louis Archinard

Louis Archinard (* 11. Februar 1850 in Le Havre; † 8. Mai 1932 in Villiers-le-Bel) war ein französischer Général de division der Troisième République, der zum Erfolg des Kolonialismus Frankreichs in Westafrika entscheidend beitrug. Er wurde als Eroberer und Befrieder der Kolonie „Soudan français“ (jetzt Republik Mali) bekannt.

## Leben
Louis Archinard entstammte einer protestantischen Familie aus Le Havre, wo sein Vater Leiter der protestantischen Schulen der Stadt war. Er trat in die École polytechnique ein (Promotion X 1868), aus der er am 10. Mai 1870 als Sous-lieutenant zum „Régiment d’artillerie de marine“ versetzt wurde.
Nach einem Einsatz in Cochinchina zwischen 1876 und 1878 wurde er zum Studieninspekteur an der École polytechnique ernannt und im Jahre 1880 auf Ersuchen von Gustave Borgnis-Desbordes in den französischen Sudan versetzt. In mehreren Feldzügen gelang es ihm, die Kolonialisierung dieses Teils Afrikas erfolgreich fortzusetzen. Er eroberte 1890 Ségou und im Jahre 1893 Djenné.
Nach seiner Rückkehr nach Frankreich wurde er im April 1896 zum Général de brigade, dann zum Général de division befördert und als Kommandeur der „32e division d'infanterie“ nach Perpignan versetzt.
Im Jahre 1911 wurde er in den Obersten Kriegsrat (Conseil supérieur de la guerre) berufen und erhielt im Juli 1914 das Großkreuz der Ehrenlegion verliehen. Im Ersten Weltkrieg diente er im August 1914 als Befehlshaber des 1erGroupement de Divisions de réserve, anschließend von September 1914 bis Februar 1915 als Generalinspekteur der Depots der Kolonialtruppen in der Kampfzone (Zone des armées). 1917 war bei der Aufstellung der polnischen Armee in Frankreich involviert. 1919 erhielt er die Médaille militaire.
Général Archinard verbrachte seinen Lebensabend in Villiers-le-Bel.
Der Präsident der Republik Paul Doumer, besuchte eine Buchmesse in Paris, als er dem Attentat des russischen Emigranten Pawel Gorgulow zum Opfer fiel. Nachdem er von mehreren Revolverkugeln getroffen worden war, brachte man ihn in das Hôpital Beaujon nach Clichy, wo er in der Nacht des 7. Mai 1932 verstarb. Als der 82-jährige Général Archinard davon hörte, brach er erschüttert zusammen und verstarb einen Tag später.

## Ehrungen
| Grand Croix de la Légion d'honneur            | Médaille militaire                            | Croix de guerre 1914–1918 | Médaille Interalliée 1914–1918                       |
| Médaille commémorative de la guerre 1870–1871 | Médaille commémorative de la guerre 1914–1918 | Médaille coloniale        | Grand Croix de l'Ordre du Nichan el Anouar (Tunisie) |

- Légion d’honneur

Chevalier (25. August 1881)
Officier (9. Juli 1889)
Commandeur (11. Juli 1903)
Grand Officier (30. Dezember 1908)
Grand Croix (11. Juli 1914)
- Médaille Militaire
- Croix de guerre 1914–1918
- „Médaille Interalliée de la Victoire“
- „Médaille Commémorative de la Guerre de 1870“
- „Médaille Commémorative de la Grande Guerre“
- „Médaille coloniale“ mit Gravur Soudan
- „Grand Croix de l'Ordre du Nichan el Anouar“ (Tunesien)

## Dienstposten
- 18. Juli 1895: Direktor für Verteidigung (Directeur de la défense) im Kolonieministerium (Ministère des Colonies)
- 23. Mai 1896: Präsident des Kolonialen technischen Militärkomitees (Président du Comité technique militaire colonial)
- 3. Oktober 1897: Kommandeur der Cochinchina-Brigade (Commandant de la brigade de Cochinchine)
- 24. November 1900: Gehilfe des Generalinspekteurs der Marineartillerie (Adjoint à l'inspecteur général de l'Artillerie de marine)
- 30. November 1900: Ständiger Generalinspekteur der Marineartillerie (Inspecteur général permanent des troupes de l'Artillerie de Marine)
- 19. Dezember 1900: Ständiger Generalinspekteur der Küstenverteidigung und der Belange der Festungswerke der Marine (Inspecteur général permanent de la défense des côtes en ce qui concerne les ouvrages de la Marine)
- 21. Dezember 1900: Mitglied des Technischen Artilleriekomitees (Membre du Comité technique de l'Artillerie)
- 1. Januar 1901: Ständiger Generalinspekteur der Kolonialartillerie (Inspecteur général permanent des troupes de l'Artillerie  coloniale.)
- 3. April 1901: Mitglied des Technischen Pionierkomitees und des Technischen Komitees der Kolonialtruppen (Membre du Comité technique du Génie et du Comité technique des Troupes Coloniales)
- 30/12/1901: Kommandeur der 32. Infanteriedivision und der nachgeordneten Verbände in den Regionen Narbonne, Perpignan,  Carcassonne und Albi (Commandant de la 32e Division d'Infanterie et des subdivisions de région de Narbonne, de Perpignan, de Carcassonne et d'Albi)
- 14. Oktober 1904: Kommandeur des Kolonialen Truppen Armeekorps (Corps d'Armée des Troupes Coloniales)
- 4. September 1911: Mitglied des obersten Kriegsrats und Kommandeur der Gruppe der  Reservedivisionen der Mobilisation (Membre du Conseil Supérieur de Guerre et commandant du groupement de divisions de réserve de mobilisation)
- 2. August 1914: Kommandeur der 1. Gruppe der Reservedivisionen (Commandant du 1er Groupement de Divisions de réserve)
- 2. September 1914: Generalinspekteur der Depots der Kolonialtruppen (Inspecteur général des dépôts des troupes coloniales de la zone des armées)
- 11. Februar 1915: Überstellung zur Reserve (Placé dans la section de réserve)
- 18. Oktober 1915: Reaktivierung (En mission)
- 18. November 1915: Überstellung zur Reserve (Placé dans la section de réserve)
- 6. Juni 1917: Chef der Französisch-Polnischen Militärmission (Chef de la mission militaire Franco-Polonaise)
- 15. Juli 1919: Überstellung zur Reserve (Placé dans la section de réserve)